# Casa consistorial de Chinchilla de Montearagón

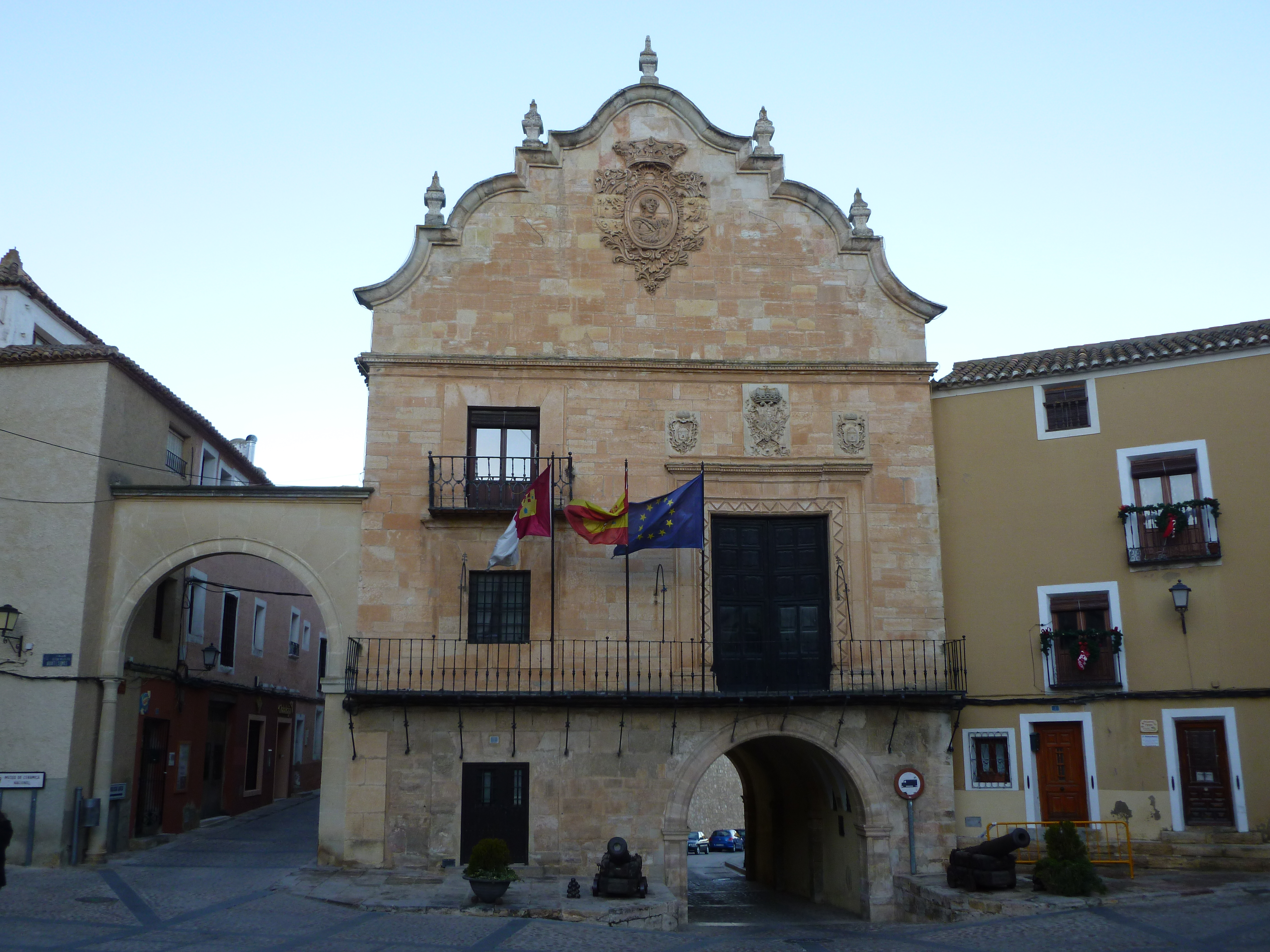
Vista de la casa consistorial de Chinchilla de Montearagón, en la plaza de La Mancha

La casa consistorial de Chinchilla de Montearagón es una construcción de los siglos XVI y XVIII que alberga la sede del Ayuntamiento de Chinchilla de Montearagón (Albacete, España).
Su fachada principal, de estilo barroco, fue construida en el siglo XVIII por Francisco de León y Ginés de Lario. Posee un largo balcón y está coronada por un escudo real con la representación de Carlos III. Su otra fachada, de inspiración vandelviresca, data del siglo XVI y cuenta con adornos escultóricos.
El salón de plenos está situado sobre la puerta Herrada, una de las antiguas puertas de entrada a la ciudad.